# Benthophilus spinosus
A Benthophilus spinosus a sugarasúszójú halak (Actinopterygii) osztályának sügéralakúak (Perciformes) rendjébe, ezen belül a gébfélék (Gobiidae) családjába és a Benthophilinae alcsaládjába tartozó faj.

## Előfordulása
A Benthophilus spinosus ázsiai gébféle, csak a Kaszpi-tenger középső részén található meg.

## Megjelenése
Ez a hal legfeljebb 3,4 centiméter hosszú. Kis méretű teste, lekerekített pofában végződik. Hiányzik a felső ajka. Feje és testének oldalai világos sárgás-barnák, szürke pettyezettel.

## Életmódja
Ez a mérsékelt övi gébféle, csakis a brakkvízben fordul elő, kerüli az édesvizet. Élőhelyén, akár 43 méter mélyre is lehatol.